# Суецька бухта
Суе́цька бу́хта — бухта в Єгипті, розташована в північній частині Суецької затоки Червоного моря.
Бухта простягається приблизно на 4,5 милі з півночі на південь. Південна межа бухти розташована між мисами Рас аль Адабія та Рас Місала. Береги бухти низинні та піщані, за винятком південно-західної частини, де гірський масив Джабаль Аттака підіймається від узбережжя до своєї максимальної висоти 570 метрів. На захід від цих гір до північного узбережжя бухти простягається рівнинна пустеля. На східному узбережжі піщана рівнина простягається на 12 миль вздовж суходолу.
У північній частині знаходиться портове місто Суец, біля якого починається Суецький канал. Тут розташовані промислові підприємства та портова інфраструктура. Північний берег є курортною зоною для туристів, тут знаходиться відомий курорт Атака.
Глибина у центрі бухти коливається від 11,5 до 18 метрів, дно глинисте та піщане. Сильні південні вітри спричиняють підняття води у бухті та впливають на характер течій у самій бухті та Суецькому каналі. По всій бухті розкидані клаптикові відмілини, а також видимі і невидимі уламки затонулих суден. Судноплавство у бухті має низку безпекових регулювань, наприклад обмеження швидкості і може обмежуватись у погану погоду.
На кораловій відмілині посеред бухти міститься Зелений острів, який служить пірсом для нафтоналивних суден. Вздовж узбережжя бухти знаходиться багато рифів, найбільшими є Кала-Кебіра, Атака та Менсія.
Берегова лінія нерівна, порізана, вздовж неї утворилися бухти:
Адабія — розташована у південно-західній частині Суецької бухти (29°52′ пн. ш. 32°28′ сх. д. / 29.867° пн. ш. 32.467° сх. д.). У південно-західній частині бухти розміщений порт з двома пристанями, потужності якого використовуються переважно для імпорту зерна. У бухті доступні захищені якірні стоянки для суден на глибинах від 8,2 до 14,6 метрів, дно бухти мулисте.
Атака — гавань та рибний порт у західній частині Суецької бухти.
Біркет-ель-Машкур — розташована у північно-східній частині Суецької бухти (29°55′ пн. ш. 32°34′ сх. д. / 29.917° пн. ш. 32.567° сх. д.)
У південно-східній частині розташована бухта Губбет-Шад-ель-Аюн.